# Costus oligophyllus
Costus oligophyllus là một loài thực vật có hoa trong họ Costaceae. Loài này được K.Schum. mô tả khoa học đầu tiên năm 1904.